# Диренийтулий
Диренийтулий — бинарное неорганическое соединение
рения и тулия
с формулой Re2Tm,
кристаллы.

## Получение
- Сплавление стехиометрических количеств чистых веществ в инертной атмосфере:

{\displaystyle {\mathsf {2Re+Tm\ {\xrightarrow {T}}\ TmRe_{2}}}}

## Физические свойства
Диренийтулий образует кристаллы
гексагональной сингонии,
пространственная группа P 63/mmc,
параметры ячейки a = 0,5359 нм, c = 0,8761 нм, Z = 4,
структура типа дицинкмагния MgZn2 (фаза Лавеса)
.